# ایستگاه ویلسون (تورنتو)
ایستگاه ویلسون (انگلیسی: Wilson station) یک ایستگاه متروی زیرزمینی در خط یک یانگ–یونیورسیتی متروی تورنتو است.